# Momo Camara
Pour les articles homonymes, voir Camara.
Momo Camara est un député et homme politique guinéen. Député guinéen d'avril 2020 au 5 septembre 2021.

## Parcours Politique
Député guinéen de 2020 en 2021 de la dernier législation de mars 2020. Il est 2ème vice-président de la commission santé, jeunesse, sport, art et culture de la 9eme législative de la république de Guinée sous la présidence Alpha Condé,.